# Communauté internationale des hommes d'affaires du plein Évangile
La Communauté internationale des hommes d'affaires du plein Évangile (anglais : Full Gospel Business Men's Fellowship International) (FGBMFI), également nommée Chrétiens témoins dans le monde en France, est une organisation chrétienne évangélique interconfessionnelle de partage pour hommes d'affaires chrétiens, qui se rencontrent dans des restaurants ou les salles de conférence des hôtels. Son nom est tiré de la doctrine du Plein Évangile. Le siège international est à Irvine (Californie), États-Unis.

## Histoire
L'Association Full Gospel Business Men's Fellowship International a été fondée en octobre 1951 à Los Angeles, aux États-Unis par Demos Shakarian, un pentecôtiste propriétaire d'un ranch .  L'expression Plein Évangile dans l'appellation de l'association est au centre de la vision de l'organisation. La première conférence a lieu avec 200 hommes d'affaires et l'animation du pasteur Oral Roberts qui a été un partenaire important, également par la suite. Après des débuts difficiles, un don de 1 000 dollars a permis de démarrer une petite publication intitulée Full Gospel Business Men's VOICE.  Cela a permis la croissance et le développement de chapitre dans d'autres villes, puis dans d'autres pays. L'organisation a également été supportée par les pasteurs Kenneth E. Hagin et Kenneth Copeland, des télévangélistes reconnus, qui ont animé des rencontres .
En 1972, l'organisation compte 300 000 membres .  En 1988, il y a 3 000 chapitres dans 90 pays .
Après la mort de Demos Shakarian en 1993, son fils Richard Shakarian, a assumé la direction de l'organisation.  
En 2018, Mario García Olvera a été élu président de l'organisation.
L'organisation dit être présente dans 85 pays en 2023.